# Erlenwiesen bei Ober-Roden
Die Erlenwiesen bei Ober-Roden sind ein Naturschutzgebiet (NSG-Kennung 1438027) in der Gemarkung Ober-Roden, Gemeinde Rödermark, im Landkreis Offenbach in Hessen. Das Schutzgebiet wurde mit Verordnung vom 9. Juli 1996 ausgewiesen. Es umfasst einen etwa 14 Hektar großen Wald- und Wiesenbestand.

## Lage
Das Naturschutzgebiet liegt im Naturraum Messeler Hügelland südwestlich von Ober-Roden, einem Stadtteil von Rödermark. Es hat eine Fläche von 14,337 Hektar und besteht aus Wald-, Wiesen- und Brachflächen.

## Schutzzweck
Durch die Unterschutzstellung sollen die für das Messeler Hügelland typischen Laubwald-, Röhricht- und Großseggengesellschaften sowie Feuchtwiesen und Bachuferfluren erhalten und entwickelt werden. Besonderer Schutz gilt den Biotopen Eichen-Hainsimsen-Buchenwald, Schwarzerlen-Eschen-Auwald, Ufergehölzsaum, landschaftsprägenden Einzelbäumen und Baumgruppen, Großröhrichten, Großseggenrieden, den Braunseggen-Sümpfen sowie den Pfeifengraswiesen und Flutrasen-Gesellschaften.
- Siehe auch: Liste der Naturschutzgebiete im Landkreis Offenbach